# Nawrócenie Szawła (fresk Michała Anioła)
Nawrócenie Szawła (również: Nawrócenie św. Pawła) – fresk Michała Anioła namalowany w latach 1542–1545. Jest to jedno z ostatnich dzieł malarskich tego artysty.

## Opis
Na fresku ukazano scenę z Dziejów Apostolskich. Udający się do Damaszku faryzeusz i prześladowca chrześcijan Szaweł doświadcza objawienia Jezusa Chrystusa, na skutek czego traci wzrok. Atmosfera na malowidle jest niespokojna. Jezus Chrystus jest otoczony aniołami, którzy mają za zadanie uspokoić dusze zbawionych i potępionych. Michał Anioł nadal Szawłowi rysy swojej twarzy. Szaweł jest otoczony grupą ludzi. Zgodnie ze średniowieczną tradycją ikonograficzną Szaweł jest ukazany jako jeździec, który został zrzucony z konia. Zrzucenie stanowi oznakę utraty dumy.
Fresk zdobi Kaplicę Paulińską, znajdującą się w centralnej części Pałacu Watykańskiego. Naprzeciwko Nawrócenia Szawła znajduje się fresk Ukrzyżowanie Świętego Piotra, również namalowany przez Michała Anioła. Jako, że oba dzieła miały się nawzajem uzupełniać, zostały one zakomponowane na tle rozległego krajobrazu. Oba dzieła mają również zbliżoną kolorystykę, a ruch w każdym z dzieł biegnie po okręgu wzdłuż wskazówek zegara. Zastosowane kolory wyraźnie oddzielają część ziemską od boskiej. Niebo i ziemię łączy intensywna żółć pulsującego światła, które pada na Szawła. Oba dzieła przedstawiają Łaskę i Wiarę, będącymi dwoma podstawowymi koncepcjami doktryny Kościoła katolickiego.

## Historia
Zleceniodawcą obu dzieł był papież Paweł III. Podczas prac nad malowidłami Michał Anioł zmagał się z depresją. Malując freski artysta korzystał z kratownicy, która dzieliła kompozycje na mniejsze części. Tuż przed ukończeniem malowideł w 1545 roku w kaplicy wybuchł pożar, który zniszczył dzieła. Wyraźna kolorystyka stanowi eksperyment malarza, który zaczął odchodzić od malarstwa renesansowego do manieryzmu. Po ukończeniu prac Michał Anioł był chwalony za precyzję dzieła oraz nowatorskie podejście do barw. Z drugiej strony krytykowano go za ukazanie nagich postaci oraz przedstawienie Jezusa Chrystusa bez należnej mu godności i powagi. Sam autor dzieła również nie był zadowolony z efektów pracy, przyznając, że podjął się zadania wyłącznie z szacunku wobec papieża Pawła III.
Na Nawróceniu Szawła dostrzegalne są inspiracje twórczością Luki Signorellego, Domenica Ghirlandaia, Domenica Campagnoliego, Rafaela Santiego, a także sztuką starożytnego Rzymu.
W następnych latach na obu freskach nagość zakryto draperiami tkanin. Pierwotny wygląd Nawrócenia Szawła jest znany dzięki miedziorytowi Nicolasa Beatrizeta z ok. 1545–1560.
Kartony do Ukrzyżowania św. Piotra i Nawrócenia Szawła znajdują się w Museo di Capodimonte w Neapolu.